# Alsaciano americano
Alsaciano americano (American Alsatian), antiguamente conocida como Shepalute alsaciano, es una gran raza de perro (Canis lupus familiaris ), originaria de los Estados Unidos. Fue desarrollado a partir de la raza Alaskan Malamute, Pastor Alemán, Mastín inglés y Perro pastor de Anatolia, a través de una cría selectiva. La raza fue desarrollada como un gran perro de compañía, por lo que es la única raza de perro grande, criado originalmente para este propósito. El alsaciano americano vive un promedio de 12 a 14 años.

## Temperamento
El alsaciano americano es un perro tranquilo, con baja posibilidad de trabajo. Fiel a la personalidad de los perros criados para compañía, el pastor alemán de América (American Alsatian), le gusta estar cerca de sus propietarios y es muy afectuoso, rara vez es agresivo o temeroso, estos perros son sensibles a la voz y responden bien a la corrección. Debido a su naturaleza tranquila, las tormentas eléctricas y los ruidos fuertes por lo general no les molesta.